# 少花冠唇花
少花冠唇花（学名：Microtoena pauciflora）为唇形科冠唇花属下的一个种。

## 扩展阅读
- 維基物種上的相關：少花冠唇花